# Tephritis acanthiophilopsis
Tephritis acanthiophilopsis
 es una especie de insecto díptero del género Tephritis de la familia Tephritidae. Erich Martin Hering lo describió en 1938.
Se encuentra en Turquía.